# Bilat Ferat
Pour plus de détails, voir Fiche technique et Distribution.
Bilat Ferat (bengali : বিলেত ফেরত ; traduction littérale / L'Étranger de retour), est un film muet bengali de 1921 réalisé et produit par Dhirendra Nath Ganguly et Nitish Chandra Laharry. Comédie satirique et comédie sociale (d'un Indien voulant imiter les Britannique), probablement la première du cinéma indien c'est aussi l'un des premiers longs métrages bengalis, qui a marqué les débuts de Dhiren Ganguly en tant qu'acteur et qui coréalisa le film. Il s'agit du premier long métrage indien comportant des scènes de baisers, et il s'agit de la première histoire d'amour muette (comédie comprise), qui a connu un grand succès. Ce film a donné le coup d'envoi d'une série ininterrompue d'histoires d'amour et de romance dans les films indiens. Lahiri et Ganguly ont incorporé dans ce film des scènes d'amour réalistes, avec de nombreux baisers, comme le faisaient leurs homologues britanniques et américains. Cependant, les masses indiennes, tout en appréciant les films britanniques et américains, n'étaient certainement pas à l'aise avec l'héroïne indienne et considéraient comme une erreur.
Bilat Ferat signifie "étranger de retour" et étranger signifiait généralement l'Angleterre à cette époque. Le film traite des Indiens qui reviennent de l'étranger après avoir fait des études et qui adoptent des attitudes pro-occidentales, contrairement aux conservateurs qui s'opposaient au changement.
Le film est aujourd'hui considéré comme perdu.

## Distribution
- Dhirendra Nath Ganguly
- Manmatha Pal
- Kunjalal Chakraborty
- Sushilabala
- Nripen Bose